# Vụ ám sát Taha Carım
Vụ ám sát Taha Carım, một nhà ngoại giao Thổ Nhĩ Kỳ và đại sứ tại Tòa thánh, diễn ra vào ngày 9 tháng 6 năm 1977 tại Rome, Ý.

## Bối cảnh
Vụ ám sát Taha Carım diễn ra hai năm sau vụ ám sát đại sứ Thổ Nhĩ Kỳ tại Áo, Daniş Tunalıgil và ám sát đại sứ Thổ Nhĩ Kỳ tại Pháp, Ismail Erez bởi tổ chức dân quân Armenia JCAG. Taha Carım là Đại sứ tại Tòa thánh từ ngày 2 tháng 11 năm 1973. Ông đã bị các nhóm chiến binh Armenia đe dọa giết vào tháng 3 năm 1977. Do các cuộc tấn công trước đó nhằm vào các nhà ngoại giao Thổ Nhĩ Kỳ dẫn đến cái chết, Bộ Ngoại giao Thổ Nhĩ Kỳ đã quyết định cử nhân viên an ninh đến các cơ quan ngoại giao của mình ở nước ngoài. Một thời gian sau, Đại sứ Carım yêu cầu cảnh sát Ý dỡ bỏ dịch vụ an ninh. Thay vào đó, ông bắt đầu tự mang theo một khẩu súng lục để tự bảo vệ mình.

## Cuộc tấn công
Carım đang trở về nơi ở của mình thì bị hai tay súng không rõ danh tính bắn từ phía trước và sau, không có cơ hội kháng cự. JCAG đã tuyên bố nhận trách nhiệm.

## Di sản
Năm 2016, Giáo hoàng cuối cùng đã lên án vụ ám sát Taha Carım năm 1977 để giải quyết tranh chấp với Thổ Nhĩ Kỳ về tội ác diệt chủng người Armenia.